# 三郷町 (尾張旭市)
三郷町（さんごうちょう）は、愛知県尾張旭市の地名。

## 地理

### 交通
- 名鉄瀬戸線三郷駅
- 愛知県道61号名古屋瀬戸線
- 愛知県道75号春日井長久手線

### 施設
- 天然温泉 ことぶきの湯
- 尾張旭市東部市民センター
- パナソニックスイッチギアシステムズ本社

## 歴史

### 地名の由来
3村の合併により成立したことによる。

### 沿革
- 1878年（明治11年） - 春日井郡井田村・瀬戸川村・狩宿村が合併し、同郡三郷村が成立[1]。
- 1880年（明治13年） - 東春日井郡成立により、同郡に所属[1]。
- 1889年（明治22年） - 八白村大字三郷となる[1]。
- 1906年（明治39年） - 旭村大字三郷となる[1]。
- 1948年（昭和23年） - 旭町大字三郷となる[1]。
- 1970年（昭和45年） - 尾張旭市大字三郷となる[1]。同時に一部が三郷町・瀬戸川町・井田町にそれぞれ編入される[1]。また同年、三郷町の一部が東栄町に編入される[1]。
- 1971年（昭和46年） - 大字三郷の残部が狩宿町に編入され消滅[1]。
- 1985年（昭和60年）・1986年（昭和61年） - 三郷町の一部が東三郷町・狩宿新町・瀬戸川町にそれぞれ編入される[1]。

### 人口の変遷
国勢調査による人口および世帯数の推移。
| 1995年（平成7年）  | 755世帯 1954人  |  |
| 2000年（平成12年） | 878世帯 2182人  |  |
| 2005年（平成17年） | 954世帯 2364人  |  |
| 2010年（平成22年） | 1008世帯 2437人 |  |
| 2015年（平成27年） | 1029世帯 2426人 |  |
| 2020年（令和2年）  | 1076世帯 2412人 |  |

### WEB
1. ↑  “愛知県尾張旭市の町丁・字一覧”.   人口統計ラボ. 2024年5月11日閲覧。
2. 1 2  総務省統計局 (2022年2月10日). “令和2年国勢調査の調査結果(e-Stat) - 男女別人口，外国人人口及び世帯数－町丁・字等” (CSV). 2023年8月2日閲覧。
3. ↑  “市外局番の一覧” (PDF).   総務省 (2022年3月1日). 2022年3月22日閲覧。
4. ↑  “ナンバープレートについて”.   一般社団法人愛知県自動車会議所. 2024年1月21日閲覧。
5. ↑  総務省統計局 (2014年3月28日). “平成7年国勢調査の調査結果(e-Stat) - 男女別人口及び世帯数 －町丁・字等” (CSV). 2021年7月20日閲覧。
6. ↑  総務省統計局 (2014年5月30日). “平成12年国勢調査の調査結果(e-Stat) - 男女別人口及び世帯数 －町丁・字等” (CSV). 2021年7月20日閲覧。
7. ↑  総務省統計局 (2014年6月27日). “平成17年国勢調査の調査結果(e-Stat) - 男女別人口及び世帯数 －町丁・字等” (CSV). 2021年7月21日閲覧。
8. ↑  総務省統計局 (2012年1月20日). “平成22年国勢調査の調査結果(e-Stat) - 男女別人口及び世帯数 －町丁・字等” (CSV). 2021年7月21日閲覧。
9. ↑  総務省統計局 (2017年1月27日). “平成27年国勢調査の調査結果(e-Stat) - 男女別人口及び世帯数 －町丁・字等” (CSV). 2021年7月21日閲覧。

### 書籍
1. 1 2 3 4 5 6 7 8 9 10 11  「角川日本地名大辞典」編纂委員会 1989, p. 619.